# Golpe de Estado na Síria em 1961
O golpe de estado na Síria em 1961 foi uma revolta dos oficiais descontentes do exército sírio em 28 de setembro de 1961, que resultou na dissolução da República Árabe Unida e no restabelecimento de uma República da Síria independente.
Embora o exército tivesse todo o poder, optou por não governar diretamente e, em vez disso, confiou nos políticos dos partidos políticos tradicionais da antiga República da Síria para formar o governo secessionista. O país restaurado foi uma continuação da República da Síria, mas devido à influência dos nasseristas e dos nacionalistas árabes adotou um novo nome e se tornou a República Árabe da Síria. O regime restaurado era frágil e caótico, uma vez que as lutas internas do exército influenciaram a política governamental. Os políticos conservadores tradicionalistas estavam cada vez mais fora de contato com o exército radicalizado, o que acabou varrendo a antiga ordem no golpe de Estado 8 de março de 1963.